# Eska TV
Eska TV est une chaîne de télévision polonaise avec un profil de musique et de divertissement. La chaîne a commencé sa diffusion test le 8 août 2008 sur Internet, tandis que le 28 mai 2009, elle a commencé sa diffusion officielle, parallèlement, Eska TV a rejoint le paquet de plateforme numérique N - Style Moda Muzyka. Le 10 juillet 2015, la chaîne a été lancée en qualité HD,,.

## Présentateurs

### Actuellement
- Filip "Rudanacja" Antonowicz - Szybkie strzały, Jazdy Gwiazdy, Weekend z Eską TV, Nagrywarka oraz The best of Eska
- Kamila "Kama" Ryciak - The best of Eska
- Krzysztof "Jankes" Jankowski - The best of Eska
- Kuba Marcinowicz - Pod lupą
- Michał Hanczak - Historia jednej piosenki
- Ola Ciupa - Podwójna Gorąca 20 oraz Eska Info
- Ola Kot - Weekend z Eską TV, Co się słucha oraz Miejska lista
- Piotr Bukowski - Eska Info

### Plus tôt
- Adam "Albert" Deczkowski
- Adrian Harasim
- Ali Kosoian
- Artur Jarząbek
- Damian Wilczyński
- Franciszka Lewandowska
- Igor Nurczyński
- Ina
- Iwona "Stonka" Skrzypczak
- Iza Czajkowska
- Jan Pirowski
- Jakub "Flint" Nowaczyński
- Jarosław Kret
- Jessica Mercedes Kirshner
- Julia Kuczyńska
- Justyna Miesiak
- Karolina Gilon
- Kasia Bigos
- Kasia Morawska
- Kasia Węsierska
- Kinga Zdrojewska
- Krystian "Kris" Kojder
- Kuba Gawęcki
- Marcin "Puoteck" Nozdryń-Płotnicki
- Marcin Procki
- Marta Laux
- Martyna Kondratowicz
- Mateusz Jędraś
- Michał Celeda
- Michał "Michu" Sobkowski
- Mrozu[7]
- Nina „Lady Nina” Cieślińska
- Paulina Koziejowska
- Tomasz "DJ Kostek" Kościelny
- Wiktor Brzozowski

## Programmes de musique

### Actuellement
- Co się słucha
- Hity na czasie
- Jazdy Gwiazdy
- Historia Jednej Piosenki
- HITY Baby One More Time
- Made in Poland
- Miejska Lista
- Migane Klipy
- Nagrywarka
- Podwójna Gorąca 20
- Polska noc
- Przesłuchanie
- Szybkie Strzały
- The best of Eska
- Weekend z Eska TV

### Cyclique
- Sylwester z Eska TV
- Eska on the beach

### Plus tôt
- #Najlepszy program
- 10 hitów jeden po drugim
- 3..2..1.. START
- Ale PRANK
- Backstage Party
- BeachBar Lista
- Będę grał w grę
- Co się słucha na wakacjach
- Dance Chart
- Dzień dobry
- Dzyń Dzyń Chart
- ESKA Games
- ESKA Gold
- Eska odwołuje zimę
- Eska.pl
- Eska TV News
- EskoBus
- Fejslista
- Fresh mix
- Glamki
- Godzina z...
- Gorąca 100
- Gorąca 20
- Gorące granie
- Gramy bez piłki
- Gwiazdy od kuchni
- Hi Fashion
- Hip-Hop TV / Hip-Hop TV Top 10
- Hity Non Stop
- Hot plota / Hot plota tygodnia
- ImprESKA
- ImprESKA z najlepszym
- ImprESKOWY odlot
- Insta Lista
- J & J Fashion Show
- Kamera! Akcja! Gwiazdy!
- Klipy bez majtek
- Klipy Non Stop
- Let’s Dance
- Lista w bikini
- Look Like a Star
- Mega Mix 2013
- Miss Club Poland
- Mistrzowskie szybkie strzały
- Mobmania
- Mówisz i masz
- Multipremier
- Muzyką się żyje
- Na propsie
- Night Fever
- Nófki sztuki
- Odliczanka
- Osiem na osiem
- Osiem przed ósmą
- Podwójna Gorąca 20 News
- Polska lista
- Popołudnie w Eska TV
- Poranna rozgrzewka
- Poranny WF
- Pozdro lista
- Projekt ImprESKA
- Projekt Kamper
- Przeglądarka
- Przeleć z Pirowskim Europę
- Ranking Jankesa
- Rap Time
- Rudanacja na wakacjach
- School lista
- Siedzę i patrzę
- Sjesta czy fiesta
- smESKA
- Stylowe pogotowie ratunkowe
- Summer City / Summer City best of
- Szymorning
- Świąteczne Granie
- Święta z Eska TV
- Teenage lista
- Top 5
- Top topów
- WAZZZUP / WAZZZUP tygodnia
- Web Chart
- Weekend specjalny
- Weekend z Jankesem
- Winter City
- World Lista
- Wyłącz rutynę z Pirowskim
- Young Stars w Eska TV
- Zwolnienie z WF-u

## Spectacles de divertissement

### Actuellement
- Eska TV Info
- Ex Na Plaży
- Love Island. Wyspa miłości
- Pod lupą
- Polacy za granicą
- TV Okazje
- Warsaw Shore: Ekipa z Warszawy

### Plus tôt
- 100 złotych
- Bywanie na dywanie
- Catfish
- Celebrity Scoop
- Dopasowani
- Eska 360
- ESKA FIT
- Eska Summer City News
- grotESKA
- Gry małżeńskie
- Jazda po gwiazdach
- Kilerskie Karaoke
- Magicy z ulicy
- Nastoletnie Matki
- Ninja Warrior Polska
- Prognoza Pogody
- Przeglądarka
- Wczorajsi, czyli taśmy prawdy

## Séries télévisées

### Plus tôt
- 1000 złych uczynków
- Małolaty
- Miłość na bogato
- Słoiki
- Taki Lajf
- Włatcy móch